# Stictauletoides salomonicus
Stictauletoides salomonicus is een keversoort uit de familie Rhynchitidae. De wetenschappelijke naam van de soort is voor het eerst geldig gepubliceerd in 1982 door Thompson.